# Stanisław Rapalski
Stanisław Leon Rapalski, ps. „Poraj” (ur. 1 marca 1891 w Krośniewicach, zm. 14 kwietnia 1979 w Łodzi) – działacz socjalistyczny, wiceprezydent miasta Łodzi.

## Życiorys
Stanisław Rapalski pochodził rodziny mieszczańskiej – był synem piekarza Andrzeja i Eufrozyny Rapalskich.
Ukończył cztery klasy szkoły powszechnej w Kutnie. Nie kontynuował w niej nauki w związku ze śmiercią obojga rodziców. Następnie przyuczał się do zawodu czeladnika piekarskiego. W latach 1907–1908 należał do koła rolniczego „Jutrzenka” w Krośniewicach, następnie w latach 1909–1911 do spółdzielni spożywców „Kutnowianka” w Kutnie. W 1912 kierował strajkiem piekarzy w Kutnie. Protestujący domagali się podwyżki płac, niemniej strajk zakończył się niepowodzeniem, a Rapalski został na miesiąc osadzony w areszcie we Włocławku jednocześnie tracąc pracę. Po pobycie w więzieniu przeprowadził się do Łodzi.
W Łodzi Rapalski podjął pracę konduktora w Kolejach Elektrycznych Łódzkich, a w 1914 dołączył do Polskiej Partii Socjalistycznej – Lewicy, w 1915 zaś należał do Łódzkiego Komitetu Okręgowego partii. W okresie pracy jako konduktor działał również w spółdzielni spożywczej „Naprzód”. W trakcie I wojny światowej został sekretarzem Związku Zawodowego Pracowników Przemysłu, ponadto w latach 1914–1918 został 3-krotnie aresztowany – w 1916 za organizację demonstracji 1-majowej, w 1917 za organizację strajku tramwajarzy łódzkich (areszt na 4 miesiące oraz utrata pracy), a w 1918 za przechowywanie w mieszkaniu nielegalnej drukarni. Również 1918 w wyniku rozłamu w PPS – Lewicy dołączył do PPS.
Od grudnia 1918 do listopada 1933 Stanisław Rapalski był członkiem Okręgowego Komitetu Robotniczego PPS, ponadto w latach 1920–1922 był jego przewodniczącym, a w późniejszych okresach również wiceprzewodniczącym. Ponadto należał do rady naczelnej PPS, a w latach 1919 i 1922 podjął 2 nieskuteczne próby zdobycia mandatu poselskiego. Od 1918 należał również do Łódzkiej Rady Robotniczej. W 1919, 1923 i 1927 zostawał radnym Rady Miejskiej w Łodzi z ramienia PPS, zostając także w 1921 i 1923 jej wiceprzewodniczącym. W latach 1927–1933 był wiceprezydentem Łodzi w okresie prezydentury Bronisława Ziemięckiego. W trakcie pełnienia tej funkcji skupiał się na nadzorowaniu spółek miejskich, w tym m.in. gazowni i elektrowni, a także zasiadał w radzie nadzorczej Łódzkiego Towarzystwa Elektrycznego. Honorarium jakie uzyskiwał z racji pełnionej roli w radzie nadzorczej przekazywał do kasy miasta. W 1927 Rapalski zaangażował się również w działanie Komitetu Budowy Domów Robotniczych, któremu przewodniczył i w którego skład wchodzili samorządowcy oraz architekci. Z inicjatywy KBDR rozpoczęto budowę osiedla im. Józefa Montwiłła-Mireckiego.
W 1934 nie został ponownie wybrany do Rady Miejskiej, w związku z czym przeprowadził się do wsi Lipa k. Strykowa i został przewodniczącym spółdzielni spożywców w Strykowie. Ponadto podjął się zbiórki na Fundusz Obrony Narodowej oraz został referentem spotkań Ligi Obrony Powietrznej. W 1939 zaangażował się w pomoc Warszawie, zajętej przez Niemców. Po powrocie był inwigilowany, a następnie w listopadzie 1939 aresztowany w ramach represji wymierzonej w elity przywódcze II RP. Początkowo areszt odbywał się w Strykowie, następnie został przeniesiony do obozu przejściowego w fabryce Glazera na Radogoszczu, 5 stycznia 1940 wraz z innymi więźniami przeniesiono go do więzienia Radogoszcz, urządzonego w fabryce Abbego, gdzie był przetrzymywany do marca 1940. Po odzyskaniu wolności wyjechał do Warszawy, gdzie pracował w Zakładzie Ubezpieczeń Wzajemnych. W sierpniu 1944 uczestniczył w powstaniu warszawskim, by następnie trafić do obozu w Brest, w którym był przetrzymywany do końca wojny.
W 1945 wrócił do Łodzi, gdzie zatrudnił się w Powszechnym Zakładzie Ubezpieczeń Wzajemnych, a w późniejszym okresie w Społem. Powrócił do działalności w PPS, lecz odszedł na emeryturę w 1949 w związku ze zjednoczeniem PPS z PPR i przekształceniem PZPR. W okresie po II wojnie światowej bezskutecznie zabiegał o nadanie Adeli Purtalowej, tytułu sprawiedliwej wśród Narodów Świata.
Został pochowany w części rzymskokatolickiej Starego Cmentarza w Łodzi.

## Odznaczenia
Odznaczony Krzyżem Kawalerskim Orderu Odrodzenia Polski (2 maja 1923), a także Medalem Niepodległości (1937) i odznaką „Za Zasługi dla Miasta Łodzi”.

## Upamiętnienie
Został upamiętniony na wystawie dr Ludwiki Majewskiej pt. „Zagłada mikrokosmosu. Inteligencja w obozie w Radogoszczu 1939/40”, której wernisaż odbył się 10 października 2024 r. w Oddziale Martyrologii Radogoszcz Muzeum Tradycji Niepodległościowych w Łodzi.

## Publikacje
- Rapalski Stanisław: Pierwsze dni Radogoszcza. Wspomnienie o tow. dr Aleksandrze Margolisie; maszynopis z 1955 r. w Archiwum Żydowskiego Instytutu Historycznego w Warszawie, sygn. 301/3045.
- Rapalski Stanisław: Byłem w piekle. Wspomnienia z Radogoszcza. Łódź, 1969.